# John Thornton (football américain)
(en) Statistiques sur pro-football-reference
John Jason Thornton (né le 2 octobre 1976 à Philadelphie) est un joueur américain de football américain, évoluant au poste de defensive tackle.

## Enfance
Thornton étudie à la Scotland School for Veterans' Children de la ville de Scotland en Pennsylvanie.

## Carrière

### Université
Il entre à l'université de Virginie-Occidentale et joue avec l'équipe de football américain des Mountaineers. Il joue trois saisons comme titulaire et devient cocapitaine de la défense lors de sa dernière année au sein de cette équipe en 1998.

### Professionnel
John Thornton est sélectionné au deuxième tour du draft de la NFL de 1999 par les Titans du Tennessee, au cinquante-deuxième choix. Il dispute son premier match professionnel, le 12 septembre 1999, face aux Bengals de Cincinnati. Après une saison de rookie comme defensive tackle remplaçant, où il ira jusqu'au Super Bowl XXXIV avec les Titans, il devient titulaire à ce poste en 2000 et joue l'ensemble des matchs de la saison. En 2001, il ne dispute que trois matchs à cause d'une blessure à l'épaule. Thornton revient en 2002 et fait partie de la ligne défensive du Tennessee qui est réputée, lors de cette saison, pour sa solidité.
Libéré après la saison 2002, il signe avec les Bengals de Cincinnati. Lors de sa première saison dans sa nouvelle équipe, il enregistre six sacks. Pendant quatre saisons, Thornton ne manque aucun match des Bengals et dispute soixante-quinze matchs de saison régulière d'affilée. Cette série prend fin, avant la treizième journée de la saison 2006, où il laisse sa place à Domata Peko, du fait d'une blessure au genou. Lors de la pré-saison 2007, le contrat de Thornton est modifié pour que l'équipe ne dépasse pas le plafond salarial. Peu de temps après, il est nommé capitaine de la défense de Cincinnati. Il se retire après la saison 2008, année où il a encore été blessé au genou.
Thornton, selon lui, sera approché par son ancien entraîneur Jim Schwartz en 2009, pour jouer avec les Lions de Detroit. Le defensive tackle refuse cette proposition, incertain sur ses compétences ainsi que sur son physique malmené durant les dernières saisons par les blessures.Donc ses amis et lui décident d'aller en Australie.

## Palmarès
- Équipe All-American 1998 par The Sports Network
- Équipe de la Big East Conference 1997 et 1998